# فهرست اصطلاحات اسلام
فهرست رو به رو شامل مفاهیم برجسته ای است که که از هم سنت اسلامی و هم عرب مشتق شده اند، که به شکل واژه ها در زبان عربی بیان می شوند.

## الف
أحد
به صورت تحت‌اللفظی "یک." از لحاظ اسلامی احد به معنی یک خدای تنها، یگانه، و بی مانند است. الاحد یکی از اسامی خدا است.

### الله
نام خدا به زبان عربی که بر ذات خدا با جمیع صفات کمالی  اطلاق میشود.

### ادب
حفظ حدّ و اندازه هر چیزی و تجاوز ننمودن از آن را ادب گویند.

### اذان
در دین اسلام، ندایی است برای اعلام وقت نماز با الفاظ مخصوص.

### احکام
قانون‌هایی هستند که به صورت مستقیم یا غیر مستقیم نظر دین را در مورد هر کدام از رفتارهای انسان بیان می‌کنند.

### اهل بیت
اعضای خاندان محمد همچنین در بین شیعیان به معصومون معروف است.

### اهل کتاب
پیروان ادیان توحیدی پیش از اسلام با نوعی کتاب مقدس که معتقدند منشاء الهی دارند.

### آخرت
از اصول دین اسلام  بازگرداندن انسان پس از مرگ به زندگی در روز قیامت است. بنابر این اصل، همه انسانها در روز قیامت دوباره زنده می‌شوند اعمال آنها در پیشگاه الهی سنجیده می‌شود.

### أمیر المؤمنین
"فرمان دهنده به مومنان" از لحاظ تاریخی عنوان خلیفه بوده است. در بعضی کشورهای مدرن مانند مراکش،  امیرالمؤمنین، خانسالار یا سروری مذهبی است.

### اخلاق
بخشی از آموزه‌های دین اسلام که به فضایل و رذایل اعمال انسان میپردازد.

### اخلاص
«اخلاص» و خلوص نيّت، به اين معنا است كه انگيزه تصميم گيرى فقط خدا باشد.

### الحمدلله
عبارتی عربی به معنای همه  ستایش  ها و حمد ها مخصوص خداوند است.

### اللّهم
این اصطلاح به معنای "ای خدا" ترجمه شده و معادل "یا الله" در نظر گرفته شده است.

## ب
برزخ
جداساز. در قرآن برای توصیف جداساز میان آب شیرین و شور استفاده شده است. در الهیات، جداسازی یک طرفه بین گستره فانی و دنیای روح است که روح وفات یافته از رد می شود و منتظر قضاوت قیامت می ماند.

## خ
خَلیفة
به صورت تحت‌اللفظی، جانشین؛ اشاره دارد به جانشین محمد، فرمان روای یک حاکمیت دینی اسلامی.

## د
الدرود
دعای خیر
درویش
طلبه ای در مسیر صوفی، آن کس که به تصوف می پردازد.

## ع
علیه السّلام
برای احترام به مقام تمامی پیامبران و امامان شیعه بکار برده می‌شود که به معنای: «درود بر او» است. مخفف این پسوند به صورت (ع) نوشته می‌شود.

## ق
قضا
حوادث قطعی و حتمی از جانب خدا
قدر
تعیین اندازه و حدود هرچیز از جانب خدا